# Hudovo
Hudovo is een plaats in de gemeente Rakovec in de Kroatische provincie Zagreb. De plaats telt 90 inwoners (2001).